# Rut-und Klaus-Bahlsen-Brücke
Koordinaten: 52° 23′ 5,1″ N, 9° 47′ 5,4″ O

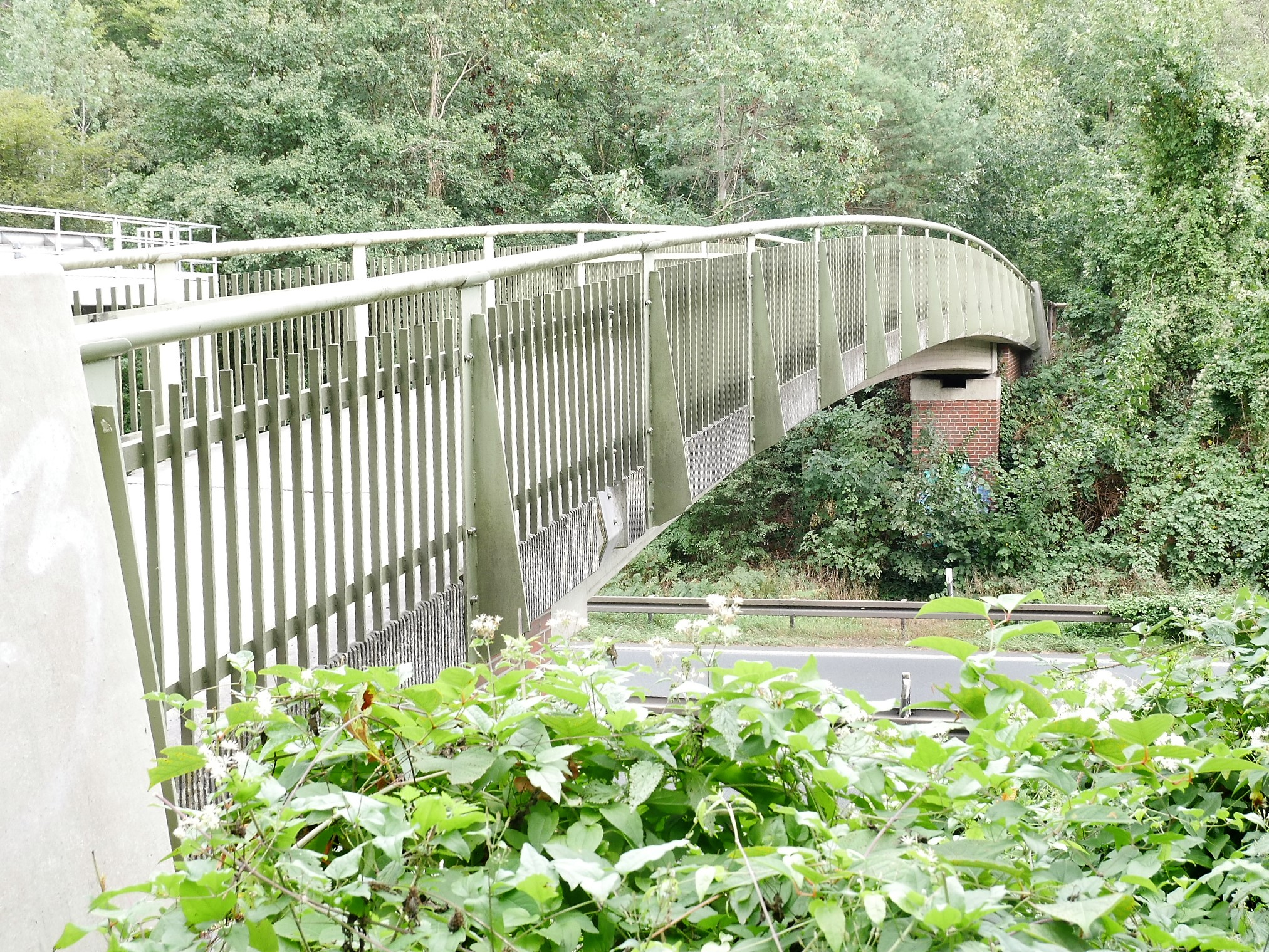
Rut und Klaus Bahlsen Brücke Hannover

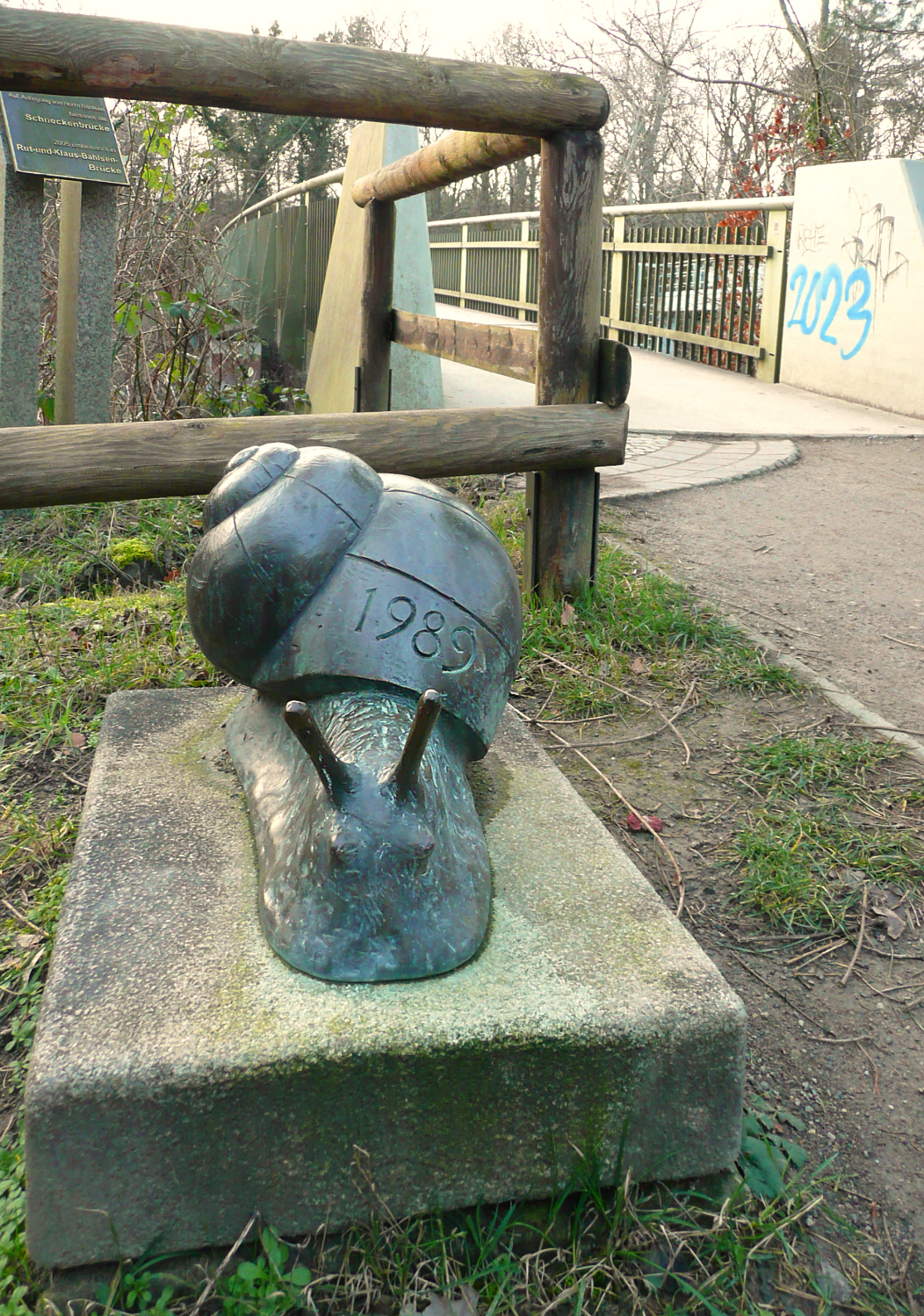
Im Volksmund hat sich der Name Schneckenbrücke erhalten

Die Rut-und Klaus-Bahlsen-Brücke, auch Schneckenbrücke, ist eine 49 Meter lange Brücke für Fußgänger und Radfahrer in Hannover, die im Stadtwald Eilenriede  von dem im Stadtteil Kleefeld gelegenen Teil des Waldes über den Messeschnellweg in den im Stadtteil Zoo gelegenen Teil  führt.
Die Brücke wurde 1989 eingeweiht. Sie wurde durch Mittel der von Klaus Bahlsen und Rut Bahlsen gegründeten Rut-und-Klaus-Bahlsen-Stiftung finanziert, die dafür 500.000 DM bereitstellte.
Da sie das Geld für die Finanzierung bereits 1976 bereitgestellt hatten, ärgerten sich Rut und Klaus Bahlsen über die lange Realisierungsdauer des Projektes und ließen als Symbol dafür eine kleine, bronzene Skulptur einer Schnecke am östlichen Brückenkopf installieren. Auf ihre Anregung hin beschloss der Rat der Stadt Hannover am 26. April 1990 die Brücke offiziell Schneckenbrücke zu benennen.
Am 26. November 2002 stellte die Stadtverwaltung dann den Wunsch auf Umbenennung in Klaus-Bahlsen-Brücke, dem der Stadtbezirksrat Mitte am 20. Januar 2003 mit einstimmigem Votum widersprach. In Berücksichtigung des städtischen Beschlusses, wonach bei Straßenbenennungen verstärkt weibliche Persönlichkeiten berücksichtigt werden sollen, stimmte der Stadtbezirksrat Mitte schließlich am 4. Oktober 2004 der Umbenennung in Rut-und-Klaus-Bahlsen-Brücke zu, der endgültige Beschluss zur Umbenennung wurde dann am 2. Dezember 2004 durch den Beschluss des Rates der Stadt Hannover getroffen.
An die Spender und ihre Stiftung erinnert eine ovale Metallplatte am Geländer in der Brückenmitte.